# Tears for Fears
I Tears for Fears sono un gruppo musicale new wave britannico formato nel 1981 dal chitarrista Roland Orzabal e dal bassista Curt Smith.
Il gruppo fu inizialmente associato ai movimenti new wave e new romantic ma presto irruppe nel mainstream, scalando le grandi hit parade internazionali con i singoli Shout e Everybody Wants to Rule the World. Durante la loro carriera hanno venduto più di 30 milioni di dischi nel mondo. Sono inoltre considerati parte della seconda British invasion degli anni ottanta negli Stati Uniti.
Il nome del duo deriva da un trattamento psicoterapeutico sviluppato da Arthur Janov, nel corso del quale il paziente riprova le primissime sensazioni dell'età perinatale, da cui il nome "Tears for Fears". In una intervista Curt ha spiegato il significato del nome come "lacrime in sostituzione delle paure".

## Carriera

### Nascita del gruppo
Orzabal e Smith si incontrarono da adolescenti nella città di Bath. Il loro primo approccio alla musica avvenne con il gruppo dei Graduate che, rifacendosi al movimento mod revival/new wave, riassumeva al contempo in sé le maggiori influenze musicali del periodo, come The Jam ed Elvis Costello. Nel 1980 i Graduate pubblicarono un primo album, Acting My Age, che raggiunse appena la Top 100 nel Regno Unito, permettendo al gruppo di esibirsi, suscitando una buona impressione, in Spagna e nei Paesi Bassi.
Nel corso del 1981, Orzabal e Smith intesero concentrarsi sull'emulazione di altri artisti dell'era post-punk, come i Talking Heads e Brian Eno. I due abbandonarono quindi i Graduate e formarono un gruppo chiamato The History of Headaches, nomignolo che fu presto cambiato in Tears for Fears. Il progetto fu per Orzabal e Smith quello di formare il nucleo del gruppo e di attorniarsi di musicisti per completare il quadro.
I Tears for Fears furono scritturati dalla Mercury Records nel 1981 grazie al manager A&R Dave Bates. Il loro primo singolo, Suffer the Children, fu pubblicato nel novembre dello stesso anno, seguito dalla prima edizione di Pale Shelter nel marzo 1982, che inizialmente passò inosservata.

### The Hurting
Il vero successo fu raggiunto con il terzo singolo Mad World, che raggiunse la terza posizione nel Regno Unito nel dicembre 1982. Il loro primo album, The Hurting, fu pubblicato nel marzo 1983. In questo disco, e nel seguente, il tastierista e compositore Ian Stanley e il batterista Manny Elias furono considerati a pieno titolo membri della band. L'album offriva canzoni raffinate basate sull'uso del sintetizzatore e testi che riflettevano l'infanzia amara e l'educazione vissuta da Orzabal. The Hurting può essere considerato l'unico vero concept album della band, in base al fatto che i riferimenti allo sconvolgimento e alla prima terapia sono frequenti in ogni canzone. Lo stesso album raggiunse il 1º posto nel Regno Unito - dove ebbe un largo impatto - e sfornò le prime hit, Mad World (3° UK), Change (4° UK) e la riedizione di Pale Shelter (5° UK).
Alla fine del 1983 la casa discografica mise sul mercato un singolo inedito, The Way You Are, per mantenere l'attenzione del pubblico sulla band mentre lavorava sul suo secondo album. Questo singolo fu l'ultima immersione dei Tears for Fears nell'atmosfera new wave con largo uso di sintetizzatori. The Way You Are comparve su disco per la prima volta nella raccolta di b-side Saturnine Martial & Lunatic.

### Songs from the Big Chair

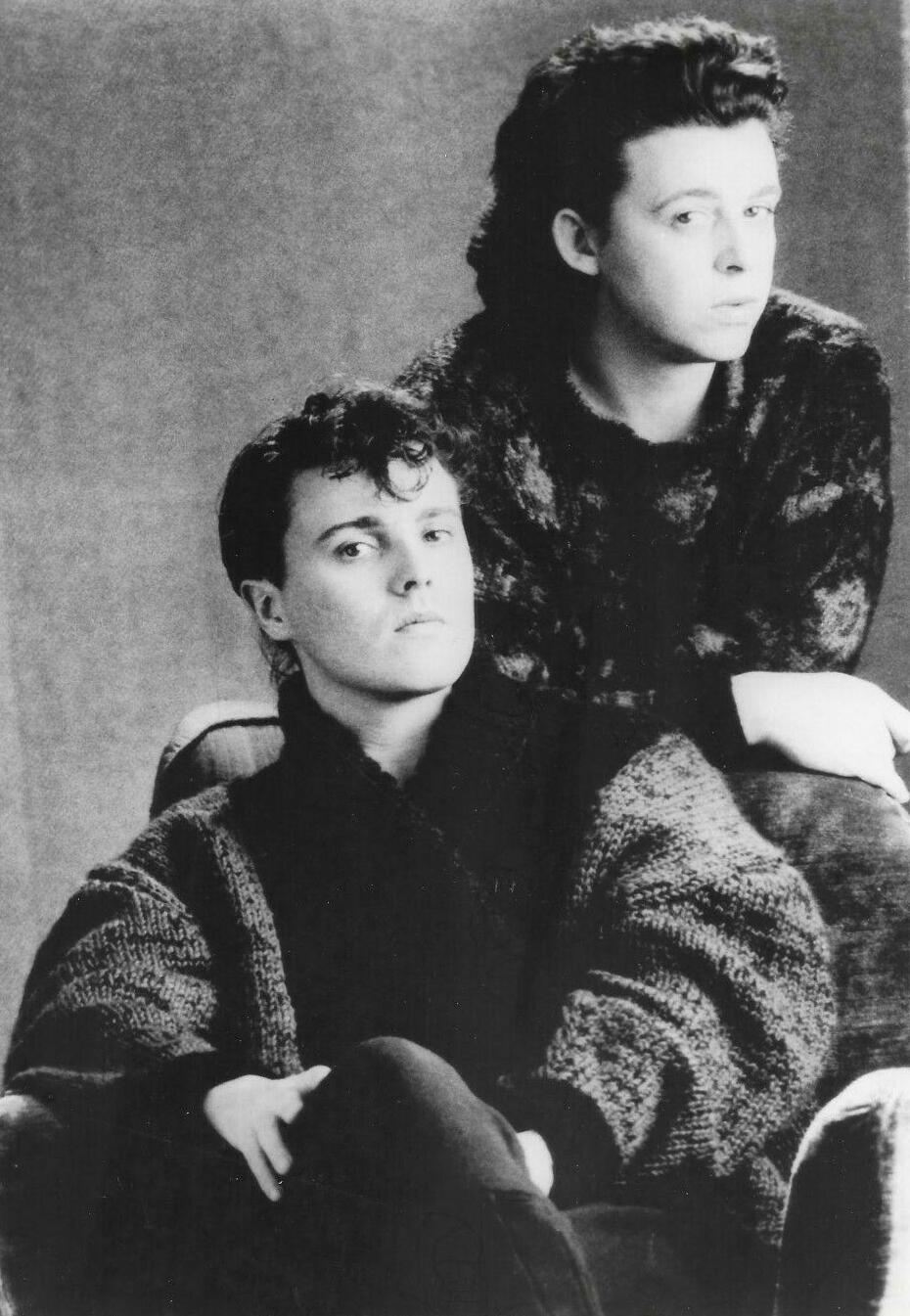
I Tears for Fears in una foto del 1985 in occasione del lancio di Songs from the Big Chair

Orzabal e Smith abbandonarono per sempre i temi leggeri del pop per concentrare la loro attenzione sull'era del governo di Ronald Reagan negli Stati Uniti e di Margaret Thatcher nel Regno Unito. L'album che uscì nel febbraio 1985, Songs from the Big Chair ne fu il risultato, in quanto esulò dal marchio synth pop per catapultare la band verso un genere più elaborato. Il nuovo suono dei Tears for Fears fu l'ideale propellente del lancio sul mercato del nuovo lavoro, raggiungendo vendite da multi disco di platino. Il titolo dell'album si ispirava a una mini-serie britannica famosa, Sybil, la storia di una donna dalla personalità multipla che spesso si rifugiava nella sua personale "grande sedia" (in inglese, big chair).
L'album rappresentò un grande successo mondiale e divenne assai famoso grazie ai singoli Mothers Talk (14° UK), Shout (4° UK, 1° US), Everybody Wants to Rule the World (2° UK, 1° US), Head over Heels (12° UK, 3° US) e I Believe (23° UK).
Dopo Songs from the Big Chair la band si mise in viaggio per un lungo tour mondiale, a seguito del quale Manny Elias abbandonò il gruppo.
Il duo inglese toccò anche l'Italia per la prima volta nel Songs from the Big Chair Tour del 1985: il 28-29-30 ottobre a Torino, Milano, Firenze.

### Controversie legate al Live Aid
Durante il 1985, irruppe una controversia riguardo alla mancata partecipazione della band al Live Aid di Bob Geldof. I Tears for Fears furono originariamente scritturati per esibirsi al John F. Kennedy Stadium a Filadelfia, ma la mattina dello storico evento, il 13 luglio 1985, fu annunciato che il gruppo non avrebbe più partecipato allo show. La ragione ufficiale del loro forfait era la mancata disponibilità dei componenti del gruppo, il chitarrista Andrew Saunders e il sassofonista William Gregory, in quanto il loro contratto era scaduto. La band comunque assicurò che avrebbe donato all'organizzazione Aid di Geldof i proventi delle quattro più importanti date del loro tour mondiale in Tokyo, Sydney, Londra e New York.. Sei settimane dopo, però, fu rivelato il vero motivo della mancata partecipazione all'evento, ovvero che Orzabal pretendeva dall'organizzatore Geldof garanzie che i soldi dell'evento fossero realmente utilizzati per lottare contro la fame nel mondo. Fu anche detto che Geldof fece una certa pressione sulla band perché partecipasse, sostenendo che, se non si fossero esibiti, i Tears for Fears avrebbero portato alla morte di mezzo milione di africani. Nel 1986 pubblicarono il singolo benefico Everybody Wants to rule the World (5° UK) per la ricerca fondi di Sport Aid.

### The Seeds of Love
Nel 1989 il gruppo realizzò il suo terzo album, The Seeds of Love a un costo di produzione di oltre un milione di sterline inglesi. Muovendosi tra vari studi di registrazione e avvalendosi di vari set di produzione, la band scelse il meglio, e anche la strada più dispendiosa. Molto del materiale del disco fu registrato in jam session e più tardi edito sul mercato. La durata della produzione lasciò band e casa discografica in debito e in cerca di guadagni.
L'album offrì al pubblico il sound più ricercato della band, con influenze provenienti dal jazz e dal blues fino ai Beatles, matrice assai evidente nel suo singolo di maggior successo, Sowing the Seeds of Love (5° UK, 2° US). Dell'album fa parte anche un altro singolo, Woman in Chains (26° UK) nel quale compaiono Phil Collins in veste di batterista, e Oleta Adams - di cui Orzabal si avvarrà nella sua carriera solista - alla seconda voce.
L'album rappresentò un vero successo in tutto il mondo, sebbene in posizioni inferiori nelle classifiche rispetto a Songs from the Big Chair. La band cominciò il lunghissimo tour Seeds of Love, sponsorizzato dalla Philips, per iniziare a rientrare dai debiti contratti per la produzione. Lo show apparve sul video Going to California, che includeva anche le clip dei singoli Advice for the Young at Heart e Famous Last Words, rispettivamente terzo e quarto estratto dall'album.
Nel tour mondiale di promozione dell'album il duo di Bath ritornò in Italia esibendosi a Torino, Treviso, Milano, Firenze e Roma nel marzo 1990.

### Scioglimento e carriere soliste
Dopo The Seeds of Love, Orzabal e Smith ebbero un'irrefrenabile caduta. Sebbene fossero appena vicini ai trent'anni, i due finirono per circoscrivere il loro maggior successo al decennio degli anni ottanta, e presto sciolsero il loro sodalizio artistico.
La separazione fu imputata all'approccio alla produzione di Orzabal, macchinoso e frustrante, e al disgusto di Smith per il mondo della musica pop. Smith fu inoltre piuttosto colpito dalla rottura del suo matrimonio. I due passarono buona parte degli anni novanta ad attaccarsi a vicenda tramite i mezzi di comunicazione e la loro musica. Orzabal tenne in vita il nome della band incidendo nel 1992 il singolo di successo Laid So Low (Tears Roll Down) per promuovere la raccolta Tears Roll Down (Greatest Hits 82-92), contenente tutti i singoli eccetto The Way You Are e la canzone per la raccolta di fondi per lo Sport Aid.
Smith si trasferì a New York e impiegò diversi anni a riprendersi dagli effetti della notorietà. Nel 1993 registrò l'album Soul on Board. Sebbene i fan più leali di Smith abbiano apprezzato l'album, Smith disse in numerose occasioni che lo disprezzava. Nel 1995 incontrò l'autore e produttore locale Charlton Pettus, col quale fondò il duo Mayfield, e cominciò a scrivere canzoni semplici e basate sulla melodia, registrandole in casa con equipaggiamento analogico d'annata.
Tra il 1996 ed il 1998 il duo si esibì occasionalmente in alcuni club di Greenwich Village e SoHo, tra cui Brownie's, il Mercury Lounge, e il CBGB. Il nome del gruppo deriva da un gioco di parole sui nomi di Smith e di Curtis Mayfield ("Curt is Mayfield"). Essendo costruita per esibirsi solo dal vivo, la band trascorreva poco tempo in studio e senza alcun obbligo commerciale, il che riconciliò Smith con il suo senso artistico per la prima volta dalla sua adolescenza.
Per pubblicare la musica dei Mayfield, Smith creò una sua etichetta, la Zerodisc, scartando quelle delle grandi case discografiche, e diventando un precursore della distribuzione musicale indipendente attraverso internet. Il secondo album, Aeroplane, venne pubblicato nel 1998: in esso vennero presentate le canzoni scritte nel corso del periodo in cui i Mayfield si esibivano nei club. Inoltre Smith assunse la gestione, totale o parziale, di numerosi artisti indipendenti.

### Nuova formazione edElemental
Nel 1993, Orzabal registrò l'album Elemental con la collaborazione di Alan Griffiths, pubblicandolo ancora con il nome dei Tears for Fears. Il disco fu accompagnato da una tournée di successo nei college degli Stati Uniti, dove il singolo Break It Down Again raggiunse la posizione numero 25 della classifica, ed entrò nella Top 20 in UK e Italia.
Nonostante il pregiudizio di qualche fedelissimo che lo ritenne semplicemente «un album senza Smith», per molti l'opera fu un piacevole miscuglio di buona scrittura e di campionamenti creativi. Seguirono i singoli Cold, Goodnight Song e la title track Elemental.
Orzabal e Griffiths pubblicarono un nuovo album dei Tears for Fears nel 1995, Raoul and the Kings of Spain, opera dai toni più riflessivi che mostrava anche la novità di influenze musicali latine (Raoul era il primo nome che i genitori di Orzabal pensarono di dare al figlio, nonché il nome di uno dei figli del cantante). Nonostante l'album fosse all'altezza dei livelli di scrittura, di produzione e di varietà di influenze musicali dei precedenti dischi dei Tears for Fears, il fatto di creare un'opera incentrata sull'esotismo di una discendenza spagnola, escluse tutte le canzoni, eccetto il singolo di lancio God's Mistake, da ogni possibilità di entrare in classifica. Raoul and the Kings of Spain vedeva nuovamente la partecipazione di Oleta Adams, che collaborò con Orzabal nel brano Me and My Big Ideas.
La pubblicazione dell'album venne rimandata di quasi un anno per via di un passaggio all'ultimo momento dall'etichetta discografica Mercury alla Sony, e la confusione che ne conseguì (la Mercury ne aveva già iniziato la promozione) di certo non contribuì alle possibilità di vendita dell'album. La Sony reagì al flop commerciale rescindendo il contratto con i Tears for Fears.
Nel 1996 una raccolta di interessanti b-sides del gruppo, Saturnine Martial & Lunatic, fu pubblicata dalla Mercury.

### Ristampe
Nel 1999, la Mercury Records pubblicò edizioni rimasterizzate dei primi tre album dei Tears for Fears che includevano b-side, remix, e versioni estese sotto la supervisione del produttore Chris Hughes.
La logica delle acquisizioni e delle unioni tra etichette discografiche degli anni novanta ha fatto finire i diritti sul catalogo dei Tears for Fears di nuovo tra le mani della Universal.
Dopo aver rilevato la produzione della cantautrice islandese Emilíana Torrini, Orzabal si è di nuovo unito a Griffiths per registrare l'album Tomcats Screaming Outside, pubblicato dalla Eagle Records come progetto solista e sotto il suo nome di battesimo. Mentre i lavori dei Tears for Fears si basavano comunque sul suono delle chitarre, Tomcats Screaming Outside mostrava uno stile completamente orientato all'elettronica e di tonalità nettamente più oscure. L'album fu pubblicato l'11 settembre 2001, per cui l'uscita venne notata solo da un ristretto numero di affezionati fan dell'artista.

### La reunion:Everybody Loves a Happy Ending
Nel 2001, obblighi burocratici portarono Orzabal e Smith ad incontrarsi e parlarsi per la prima volta dopo circa dieci anni. I due appianarono le controversie e cominciarono a comporre nuovo materiale.
L'album che ne venne fuori, Everybody Loves a Happy Ending, contenente dodici brani, sarebbe dovuto uscire per la Arista Records alla fine del 2003, ma un passaggio all'etichetta New Door, una branca della Universal, ne spostò la data di pubblicazione fino al 14 settembre 2004. L'album fu pubblicato nel Regno Unito ed in Europa a febbraio 2005 per la Gut Records. L'edizione inglese, francese e italiana del disco conteneva tutte e quattordici le tracce scritte durante la lavorazione dell'album. Ad aprile iniziò il tour britannico. L'esibizione allo stadio Parc des Princes di Parigi registrata a giugno 2005, venne pubblicata su CD e DVD in Francia e Benelux con il titolo Secret World (Live in Paris 2005).

### Quiescenza, progetti musicali vari e il nuovo album:The Tipping Point

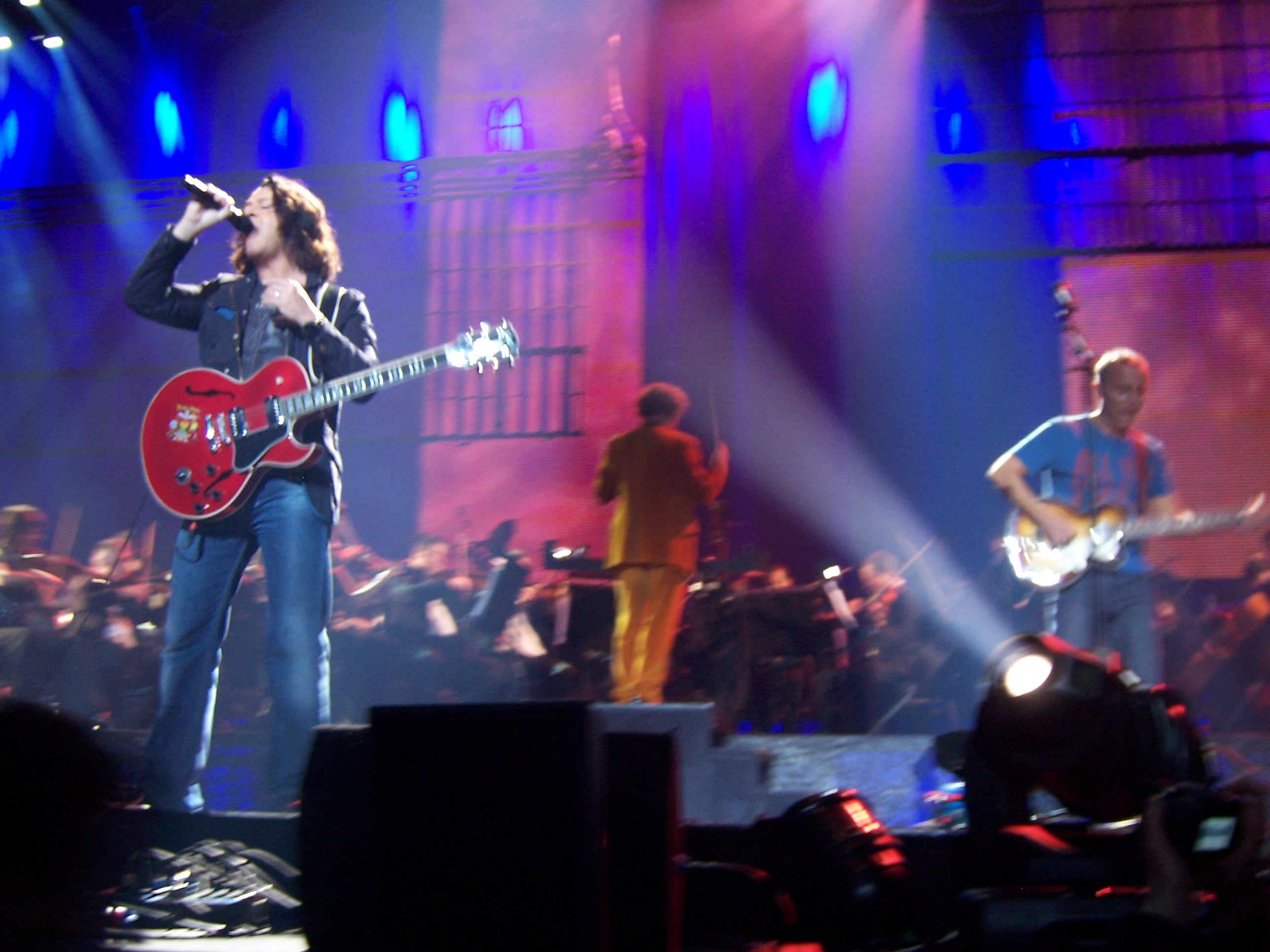
Roland Orzabal e Curt Smith live ad Hannover nel 2008.

Nel 2006 il disco Songs from the Big Chair viene ripubblicato in edizione deluxe con aggiunta di b-side e rarità.
Il 19 agosto 2013 la band pubblica sul suo sito ufficiale la cover di Ready to Start degli Arcade Fire, distribuita in edizione limitata su vinile per il Record Store Day del 2014.
Il 13 ottobre 2017 danno alle stampe I Love You but I'm Lost, il loro primo inedito in oltre dieci anni, che anticipa di un mese la nuova raccolta Rule the World: The Greatest Hits.
Il 7 ottobre 2021 presentano sul canale BBC Radio 2 il loro nuovo singolo The Tipping Point in attesa dell'uscita dell'omonimo album pubblicato il 25 febbraio 2022.

## Impatto e influenze

### Eredità musicale
Nel 2003 l'eredità dei Tears for Fears tornò sorprendentemente alla ribalta quando una reinterpretazione per voce e piano del loro successo di debutto Mad World, interpretata da Michael Andrews e Gary Jules, raggiunse la vetta delle classifiche britanniche nel periodo natalizio, grazie soprattutto alla spinta del film Donnie Darko, in cui il brano compariva. Nonostante avessero già raggiunto la prima posizione diverse volte negli USA, per i Tears for Fears fu la prima occasione in cui arrivarono in vetta alla classifica nel loro paese d'origine.
Il successo del singolo spinse le vendite anche della raccolta di greatest hits Tears Roll Down, che resistette per otto settimane nella classifica inglese, a dodici anni di distanza dalla pubblicazione.
Alcune critiche sono state rivolte alla band per la pubblicazione nel corso degli anni di numerosi greatest hits, compilation, DVD, ed edizioni alternative delle stesse, nonostante tali uscite non rappresentino decisioni del gruppo. A riprova di ciò, la Universal Records ha ristampato i loro primi tre album ad inizio 2004 sulla scia del successo della reinterpretazione di Andrews e Jules, vendendone anche oltre le aspettative.

## Formazione
Attuale
- Roland Orzabal – voce, chitarra, tastiera (1981-presente)
- Curt Smith – voce, basso (1981-1991, 2000-presente)

Ex-componenti
- Ian Stanley – tastiera, sintetizzatore, pianoforte, cori (1981-1987)
- Manny Elias – batteria, percussioni (1981-1986)

Turnisti
- Nicky Holland – tastiera, pianoforte, cori
- Alan Griffiths – chitarra, basso, tastiera aggiuntiva
- Charlton Pettus – tastiera, chitarra

## Discografia
- 1983 – The Hurting
- 1985 – Songs from the Big Chair
- 1989 – The Seeds of Love
- 1993 – Elemental
- 1995 – Raoul and the Kings of Spain
- 2004 – Everybody Loves a Happy Ending
- 2022 – The Tipping Point